# 国家重点研究開発計画
国家重点研究開発計画（こっかじゅうてんけんきゅうかいはつけいかく、中: 国家重点研发计划）は、中華人民共和国の研究開発の強化を目的とした計画。

## 概要
従来進められてきた863計画、973計画、国家科学技術支援計画、国際科学技術協力・交流特別プロジェクト、国家発展改革委員会と工業情報化部が管理する産業技術研究・開発資金、関連機関が管理する公益性業界科学研究特別プロジェクト等の中華人民共和国の科学技術計画体系には重複、分散、閉鎖的、低効率といった問題が存在していたので財政資金の使用効率を高めるために、国務院は2014年に国家科学技術計画管理計画に着手して2016年中に、既存の100以上の科学技術計画を、国家自然科学基金、国家科学技術重大特別プロジェクト、国家重点研究開発計画、技術革新導入特別プロジェクト(基金)、基地・人材特別プロジェクトの5種類に統合する事になった。
長期的な進展が必要な重大社会公益性研究、産業の競争力、全体的な自主革新力、国家安全に関わる重大科学問題、重大な基礎コア技術・製品、重大国際科学技術協力を対象とする9分野が対象となる。